# 高知市農業協同組合
高知市農業協同組合は、高知県高知市に本所を置く農業協同組合。愛称はJA高知市。高知市の大部分（春野町を除く地域）と南国市の一部（伊達野）を所管地域とする。

## 概要
1989年（昭和64年）1月4日に当時の高知市、土佐山村、鏡村（いずれも現在は合併して高知市）にあった14農協が合併して誕生。管内には北部の中山間部、中央部の平坦な住宅地と水田地帯、南部の沿岸畑作地帯を有し、水稲、施設園芸、果樹、花卉など多彩な農業が展開されている。
高知県では2019年に県内の12のJAおよび経済指導機関の高知県園芸農業協同組合連合会（高知県園芸連）などが統合し「高知県農業協同組合」が発足したが、高知市農業協同組合など3JAは合流を見送った。
高知市春野地区は、高知県農協春野支所管内となっており、当農協管内には高知県農協発足後にとさのさと支所が新規設置されている。

## 主な生産品目
- 水稲 - 超早場米「南国そだち」（高知県奨励品種）「ナツヒカリ」および「コシヒカリ」
- 野菜 - メロン、スイカ、イチゴ、トマト、ミョウガ、シシトウ、ショウガ（古根および新生姜）、ネギ
- 花卉 - ユリ、グロリオサ
- 果樹 - 温州ミカン、文旦、スモモ、ナシ　など

一宮徳谷（いっくとくだに）周辺で生産される高糖度トマトを「徳谷トマト」として地域団体商標に出願・登録している。

## 店舗

### 本所・支所
| 通番 | 店舗番号 | 店舗名                 | 住所                     | 備考 |
| ---- | -------- | ---------------------- | ------------------------ | ---- |
| 1    | 001      | 本所                   | 高知市高須東町4-8        |      |
| 2    | 003      | 大津支所               | 高知市大津乙904-1        |      |
| 3    | 004      | 介良支所               | 高知市介良乙1669-1       |      |
| 4    | 007      | 高須支所               | 高知市高須本町4-19       |      |
| 5    | 010      | 一宮支所               | 高知市一宮中町一丁目6-29 |      |
| 6    | 013      | 秦支所                 | 高知市中秦泉寺52-2       |      |
| 7    | 015      | 初月支所               | 高知市万々355-1          |      |
| 8    | 017      | 中央支所               | 高知市北本町三丁目9-41   |      |
| 9    | 018      | 潮江支所               | 高知市梅ノ辻6-13         |      |
| 10   | 021      | 三里支所               | 高知市仁井田1540         |      |
| 11   | 023      | 長浜支所               | 高知市長浜4828-1         |      |
| 12   | 024      | 旭支所                 | 高知市横内96             |      |
| 13   | 026      | 鴨田支所               | 高知市鴨部1128-6         |      |
| 14   | 027      | 朝倉支所               | 高知市朝倉本町二丁目2-8  |      |
| 15   |          | ローンサポートセンター | （中央支所に同じ）       |      |

### 経済店舗
- 経済店舗「グリーンファーム」では肥料などの生産資材とエーコープ商品などの生活用品を取り扱っている。
  - グリーンファーム高須店 - 高知市高須東町4-8（本所に併設）
  - グリーンファーム横内店 - 高知市横内96（旭支所に併設）

### 子会社
- 株式会社ジェイエイ高知市 - ガソリンスタンド（JA-SS）の設置運営
  - 本社 - 高知市東秦泉寺70-1
  - 三里給油所 - 高知市仁井田3843-1